# Kirche von Fjågesund

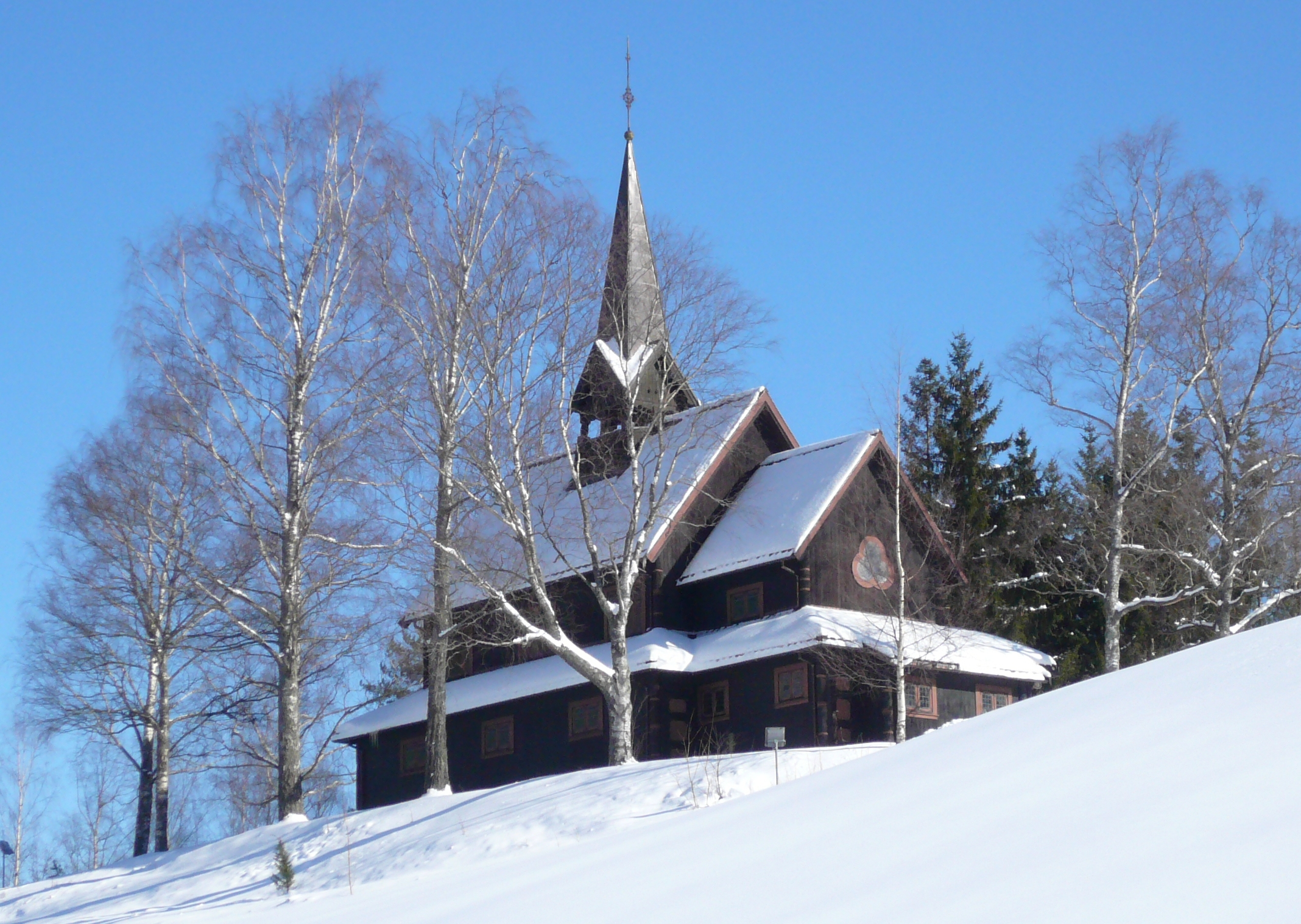
Fjågesund kirke

Die evangelisch-lutherische Kirche von Fjågesund  liegt in der Ortschaft Fjågesund auf dem Gebiet der Kommune Kviteseid in der norwegischen Provinz (Fylke) Telemark.

## Baubeschreibung
Es handelt sich um eine Langkirche aus Holz, die 1916 erbaut wurde. Heute hat die Kirche 108 Sitzplätze.
Der Baustil der Kirche ist dem einer Stabkirche nachempfunden und sie weist starke Ähnlichkeiten mit der Vår Frue Kirche in Porsgrunn auf, die auch von Haldor Børve entworfen wurde.
Auch im Inneren ist die Inspiration der Stabkirche deutlich zu erkennen. Säulenreihen ergeben einen Basilika-ähnlichen Grundriss, wobei die Seitenschiffe von außen wie Svalgänge wirken. Am Eingang im Ostnordosten befindet sich eine Orgelempore.
Der Chor ist von einer mit einem Svalgang umfassten Sakristei umgeben. In der Mitte des Daches befindet sich ein Dachreiter.

## Geschichte
Die Kirche von Fjågesund wurde parallel mit der neuen Kirche von Kviteseid gebaut und einen Tag nach dieser, am 19. Juni 1916 geweiht. Zunächst hatte sie nur den Status einer Kapelle und gehörte zur Kirchengemeinde von Kviteseid. Seit dem Jahr 1997 trägt sie den Titel Kirche.

## Ausstattung

### Altar
An der Stirnwand hinter dem Altar befindet sich ein zusammengesetztes Altarbild mit einem großen Kreuz, dem Lamm Gottes, Alpha und Omega.

### Taufbecken
Das Taufbecken stammt von 1916 und besteht aus Marmor. 
Als das Taufbecken in die Kirche gebracht wurde, fiel es auf der Treppe runter und der Fuß brach ab. Es wurde zunächst mit Kitt zusammengeflickt, was aber nicht gut aussah. Der Künstler Olav Torpen schleifte die Bruchstelle später so, dass sie eben und glatt war und setzte ein Eisenband darum. So repariert steht das Taufbecken bis heute in der Kirche.

### Orgel
Die Kirche verfügt über eine fünfstimmige Orgel von Olsen & Jørgensen aus dem Jahr 1917. Sie erhielt 1996 einen neuen Orgelmotor.

### Glocken
Die Kirchenglocke stammt aus dem Jahr 2016 und wurde von O. Olsen & Søn gegossen.
Die Inschrift lautet:

„Høyr kallet ljomar vidt um grend

Kom inn, no døri opi stænd

Kom inn til Gud med sorg og tvil

og inn – til fred og kvil“

„Hört den Ruf, der in der ganzen Nachbarschaft ertönt

Kommt herein, wenn die Türe offen steht

Kommt herein zu Gott, mit Kummer und Zweifel

und kommt herein – zu Frieden und Stille“

### Sonstiges
Weiter oben an der Chorwand befindet sich ein kleeblattförmiges Buntglasfenster (vermutlich mit einer Taube als Hauptmotiv, obwohl die Kirchenenzyklopädie es als Adler bezeichnet).